# Biserica de lemn din Dâlja Mare

Biserica de lemn „Sfântul Gheorghe” din Dâlja Mare, oraș Petroșani, județul Hunedoara, foto: octombrie 2008.

Biserica de lemn din Dâlja Mare, județul Hunedoara a fost ridicată în anul 1898. Are hramul „Sfântul Gheorghe”. Biserica a fost pictată în 2006. Nu se află pe noua listă a monumentelor istorice.

## Istoric și trăsături
În satul Dâlja Mare, localitate suburbană a municipiului Petroșani, obștea ortodoxă a ridicat, în anul 1898, în timpul păstoririi preotului Chirilă Teacoi, o frumoasă biserică pe plan dreptunghiular, cu absida nedecroșată, poligonală cu trei laturi, închinată „Sfântului Mare Mucenic Gheorghe”. Cu excepția coifului de tablă al clopotniței hexagonale de deasupra naosului, la acoperișul propriu-zis s-a utilizat țigla. Lăcașul este prevăzut cu o singură intrare, amplasată pe latura sudică. Reparat în anii 1937-1938 (s-a renunțat la intrarea apuseană, precedată de un privdor deschis din scânduri, cât și la învelitoarea de tablă a turnului), 1954 și 1980, edificiul a fost împodobit iconografic, în urmă cu un deceniu, de Daniela Pașca. Predecesoarea este, probabil, acea bisericuță de lemn menționată doar in tabelele conscripției din 1829-1831, în dreptul localității „Dilsa Petros”, cătun contopit, la mijlocul secolului al XIX-lea, cu Petroșaniul.